# STS-100
STS-100 fue una exitosa misión del Transbordador espacial Endeavour, el cual suministro a la EEI y siguió su construcción.

## Tripulación
- Kent Rominger (5), Comandante
- Jeffrey Ashby (2), Piloto
- Chris Hadfield (2), Especialista de misión - Canadá
- Scott Parazynski (4), Especialista de misión
- John Phillips (1), Especialista de misión
- Umberto Guidoni (2), Especialista de misión - Italia
- Yuri Lonchakov (1), Especialista de misión - Rusia

( ) es el número de vuelos realizados. 

## Parámetros de la misión
- Masa:
  - Al despegue: 103,506 kg
  - Al aterrizaje: 99,742 kg
  - Carga: 4,899 kg
- Perigeo: 377 km
- Apogeo: 394 km
- Inclinación: 51.6°
- Período: 92.3 min

### Acoplamiento con la EEI
- Acoplado: 21 de abril de 2001, 13:59:00 UTC
- Desacoplado: 29 de abril de 2001, 17:34:00 UTC
- Tiempo acoplado: 8 días, 3 horas, 35 minutos y 0 segundos.

### Paseos Espaciales
- Hadfield y Parazynski - EVA 1
  - Comienzo: 22 de abril de 2001, 11:45 UTC
  - Final: 22 de abril de 2001, 18:55 UTC
  - Duración: 7 horas y 10 minutos.
- Hadfield y Parazynski - EVA 2
  - Comienzo: 24 de abril de 2001, 12:34 UTC
  - Final: 24 de abril de 2001, 20: 14 UTC
  - Duración: 7 horas y 40 minutos.

## Resumen de la misión
La máxima prioridad de la misión fue la instalación, activación e inspección del brazo robótico Canadarm. La operación del brazo es urgente para seguir los pasos en la construcción de la Estación Espacial Internacional, y también fue necesaria para instalar una nueva esclusa de aire a la estación en el próximo vuelo, la misión STS-104. Un componente final del Canadarm es el Sistema de Base Móvil (MBS, por sus siglas en inglés), instalado en la estación durante la misión STS-111.

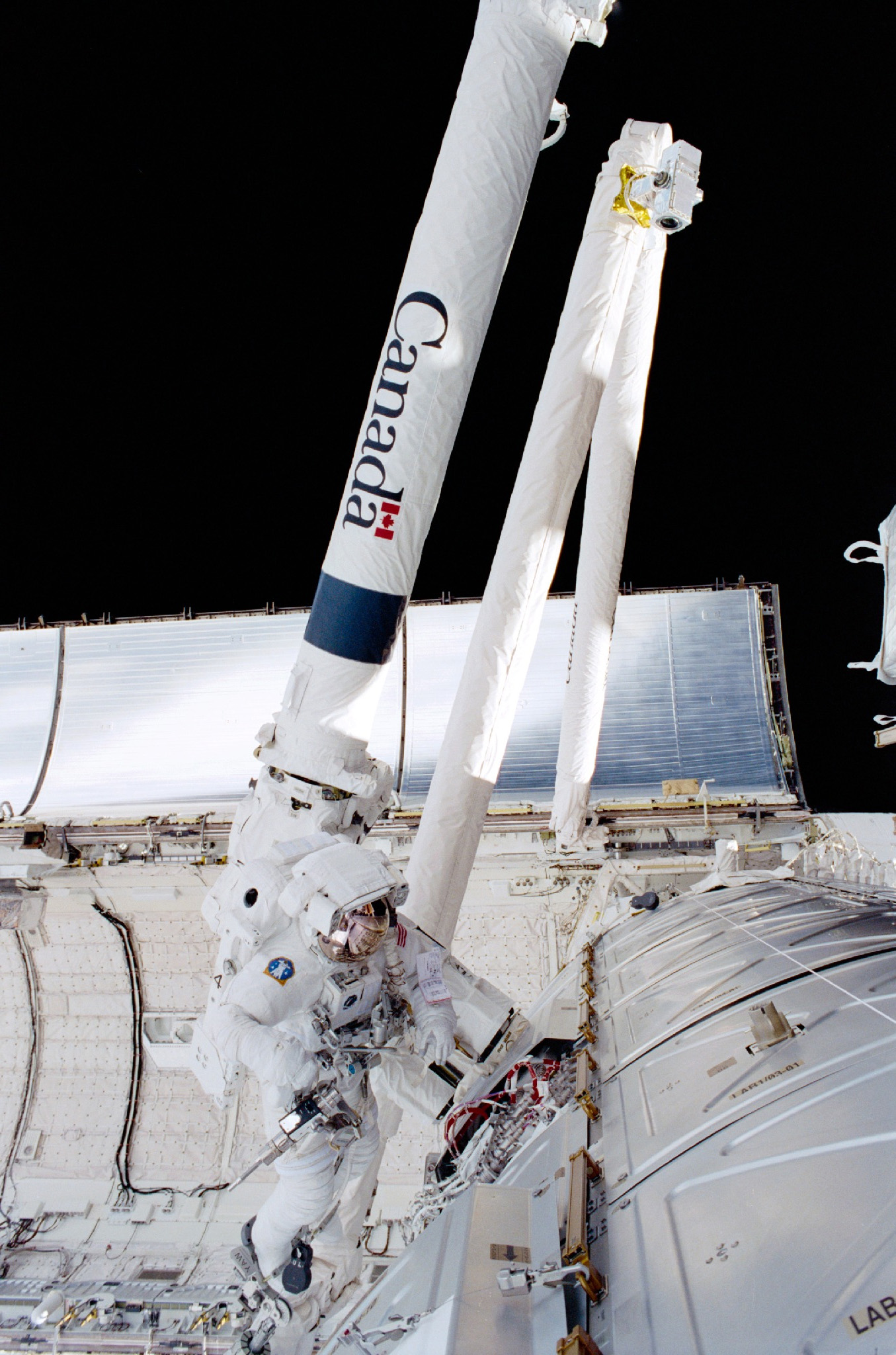
El brazo robótico Canadarm durante su instalación.

Otros objetivos de esta misión del Endeavour es atracar el módulo Raffaelo a la estación, activarlo, transferir carga entre la estación y Raffaelo, y reatracar el módulo al transbordador. El Raffaelo es el segundo de tres módulos logísticos multipropósito desarrollados por la Agencia Espacial Italiana. El módulo Leonardo fue lanzado y regresado en la misión previa del transbordador, la STS-102, en marzo.

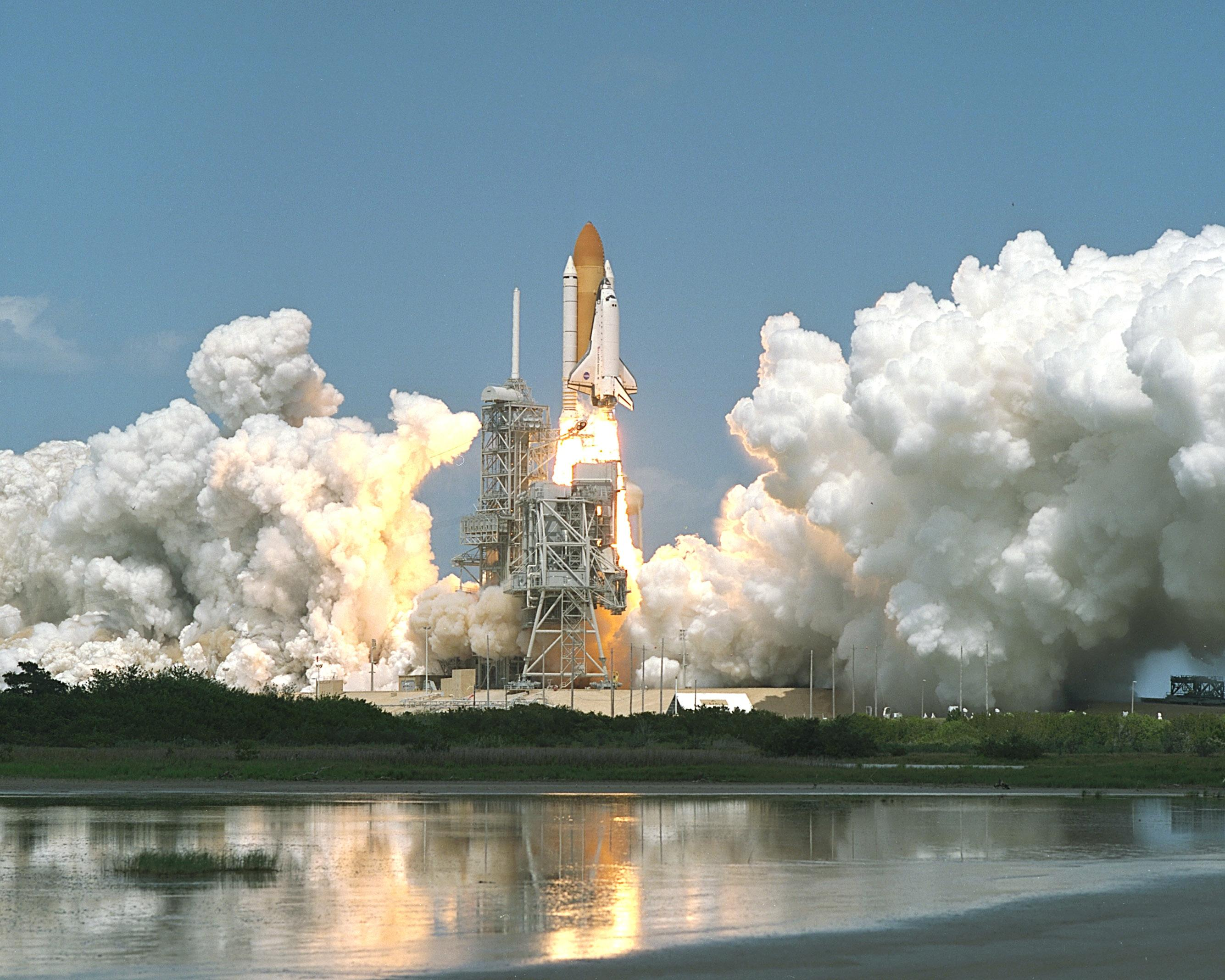
Lanzamiento del STS-100.

Los objetivos restantes incluyen la transferencia de otros equipos a la estación, como la antena de comunicaciones de Ultra alta frecuencia y un componente electrónico que se atracará a la estación en los paseos espaciales. Finalmente, la transferencias de suministros y agua para su uso a bordo de la estación, la transferencia de experimento al complejo, y la transferencias de artículos para su retorno a la Tierra desde la estación al transbordador están entre los objetivos.
El Endeavour también tuvo que alzar la altitud de la estación y realizar un flyaround del complejo, incluyendo grabaciones con la cámara en la bahía de carga IMAX.
Durante la misión, el astronauta Chris Hadfield se convirtió en el primer astronauta canadiense en realizar un EVA.